# ブロックソム・ジョエル・樹
ブロックソム・ジョエル・樹（ブロックソム・ジョエル・たつき、1992年9月13日 - ）は、日本の元男子バレーボール選手である。

## 来歴
京都府井手町出身。父の影響で中学3年生からバレーボールを始める。
KIUアカデミー、カリフォルニア・バプティスト大学を経て、2014年、V・プレミアリーグ（当時のVリーグ1部リーグ）に所属するパナソニックパンサーズに入団した。入団1シーズン目となるV・プレミアリーグの試合に出場し、Vリーグデビューを果たした。
2016年、2015/16シーズン終了をもってパナソニックパンサーズを退団した。

## エピソード
- 高校時代は地域リーグ時代のNBKドリーマーズに所属していた[4]。
- 高校卒業後、アメリカの大学に入学するまでの間豊田合成で練習していた[4]。
- 当初UCLAに入学したがのちに転校した[4]。
- UCLAの監督の伝手で夏季休暇にパナソニックパンサーズで練習していたことから卒業後に入団することになった[4]。

## 所属チーム
- KIUアカデミー
  - NBKドリーマーズ
- UCLA
- カリフォルニア・バプティスト大学 (en)
- パナソニックパンサーズ（2014-2016年）